# Antoine Wiertz
Antoine Joseph Wiertz (Dinant, 22 de febrer de 1806 – Brussel·les, 18 de juny de 1865) va ser un pintor, escultor, litògraf i crític d’art.

## Formació
Amb només catorze anys (1820) Wiertz ingressa a la Reial Acadèmia de Belles Arts d’Art d’Anvers, on els pintors Mattheus Ignatius van Bree i Willem Jacob Herreyns li inspiren l’amor per la pintura flamenca, i en concret, les teles de Peter Paul Rubens. El 1828 obté el segon premi en el prestigiós concurs Prix de Rome dels Països Baixos. El novembre de 1829 es desplaça a París, on estudia l’obra dels pintors clàssics i també dels mestres francesos contemporanis: Jacques-Louis David, Théodore Géricault i Anne-Louis Girodet.
El 1832 guanya el Prix de Rome de Bèlgica. Els 10.000 francs de la dotació li permeten prosseguir els seus estudis a l’Acadèmia francesa de Roma, on residirà entre maig del 1834 i febrer de 1837.

## Treballs de maduresa
En el Saló de París de 1839, Wiertz presenta quatre teles: Grecs i Troians lluitant pel cos de Patroclus, Madame Laetitia Bonaparte en el seu llit de mort, La fabula dels tres desitjos i Crist enterrat. Les obres generen indiferència en el públic parisenc, i un gran sarcasme per part dels crítics, entre els quals Charles Baudelaire, per qui Wiertz és un “xarlatà, idiota, lladre (...) que no sap dibuixar”. Aquesta mala experiència queda reflectida en el pamflet Brussel·les capital, París província.
Durant la dècada de 1840 opta per confeccionar obres de grans dimensions. El 1841 pinta La caiguda dels àngels rebels’(11,5 x 7,9 m) i, tres anys més tard, una segona versió del Patrocles (5,2 x 8,5 m). De fet, Wiertz va inventar-se una tècnica compositiva per reduir l’abrillantament que provoca la pintura a l’oli, sobretot en les teles de grans dimensions. La batalla homèrica (1853) és la primera obra monumental executada amb aquesta tècnica, coneguda com a mat painting..
A La bella Rosine (1847), l’obra més famosa de Wiertz, el pintor representa l’enfrontament entre la Bellesa i la Mort. Altres obres simbòliques de l’artista són Fam, Bogeria i Crim, El lector de novel·les (ambdues de 1853) i L’enterrament prematur (1854), inspirat en un conte d’Edgar Allan Poe. A més, Wiertz també va destacar com a retratista.

## Darrers anys
Poc abans de morir, Wiertz fa les seves obres escultòriques més importants, entre les quals destaca la sèrie Les quatre edats de l’Home (1860-62).
L’artista va morir el 18 de juny de 1865 al seu estudi de Brussel·les. Poc abans, havia arribat a un acord amb l’Estat belga per convertir-lo en un museu. Com a contrapartida, Wiertz va accedir a donar tota la seva obra a l’Estat. Actualment, el Museu Antoine Wiertz forma part dels Museus Reials de Belles Arts de Bèlgica.

## Galeria

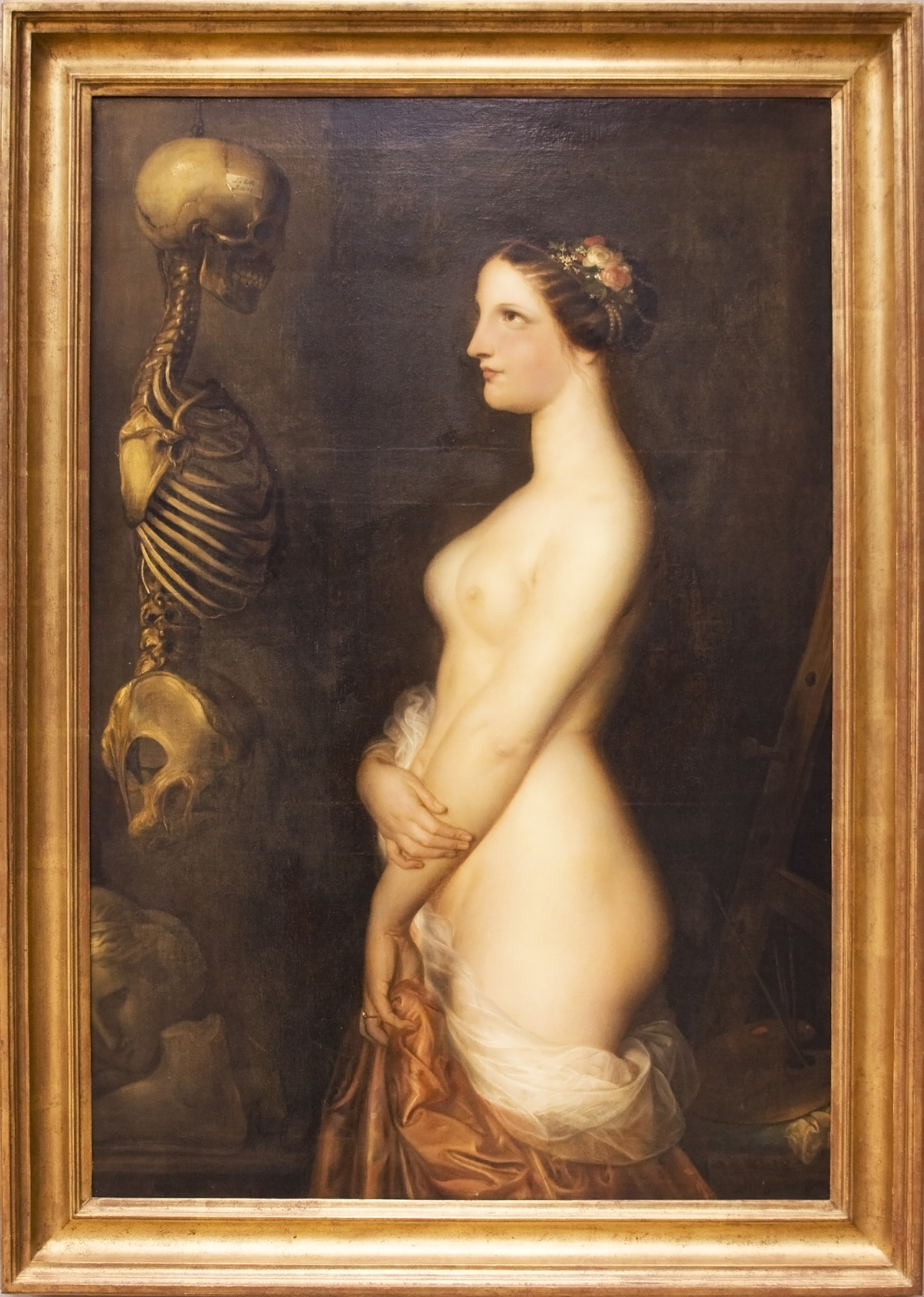
La bella Rosine, 1847
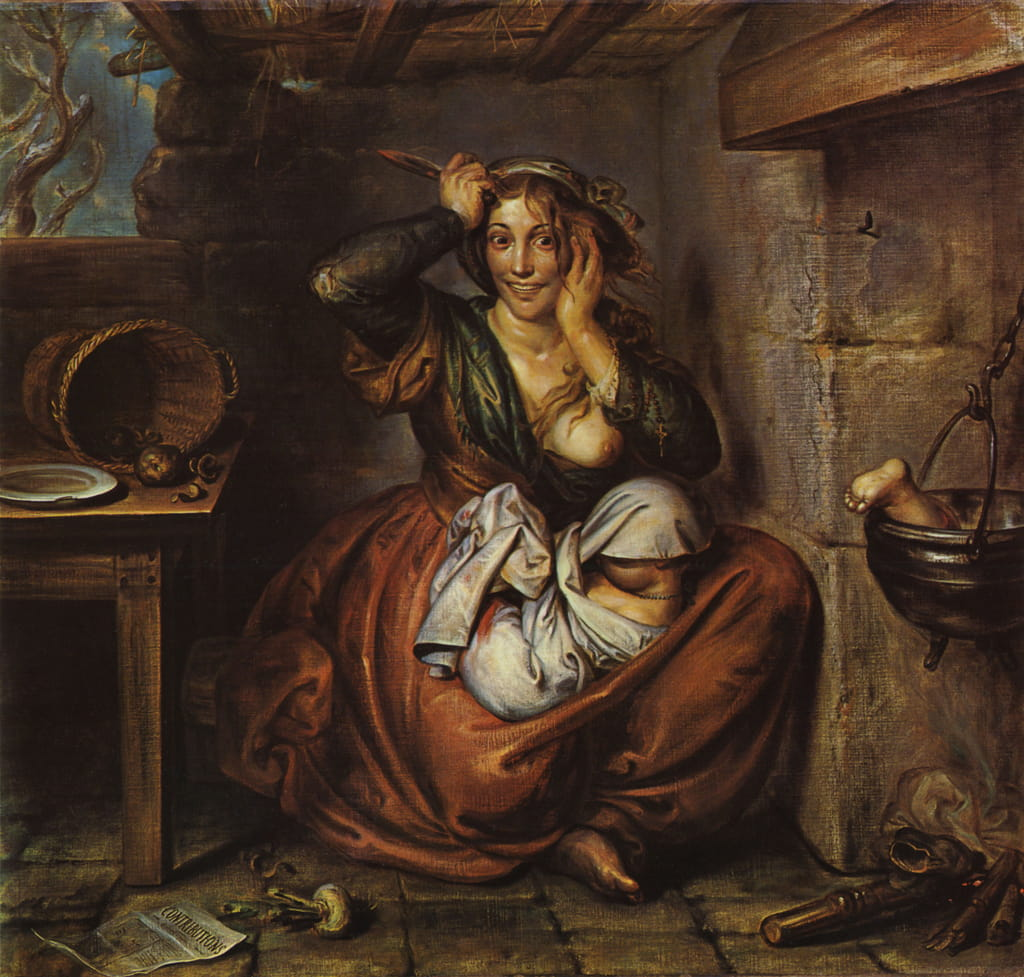
Gana, Bogeria, Crim, 1853